# Amar Osim
Amar Osim (Sarajevo, Bosnia y Herzegovina, 18 de julio de 1967) es un ex-futbolista y entrenador bosnio. Jugó de centrocampista y es actual entrenador del FK Velež Mostar de la Premijer Liga de Bosnia Herzegovina.

## Clubes como futbolista
| Club                    | País                 | Año       |
| ----------------------- | -------------------- | --------- |
| FK Željezničar Sarajevo | Bosnia y Herzegovina | 1986–1991 |
| SR Saint-Dié            | Francia              | 1991–1992 |
| ASPV Strasbourg         | Francia              | 1992–1996 |
| FK Željezničar Sarajevo | Bosnia y Herzegovina | 1996–1997 |

## Clubes como entrenador
| Club                       | País                 | Año       |
| -------------------------- | -------------------- | --------- |
| FK Željezničar Sarajevo    | Bosnia y Herzegovina | 2001–2003 |
| JEF United                 | Japón                | 2006–2007 |
| FK Željezničar Sarajevo    | Bosnia y Herzegovina | 2009–2013 |
| Al-Kharitiyath Sports Club | Catar                | 2014–2016 |
| FK Željezničar Sarajevo    | Bosnia y Herzegovina | 2018–2021 |
| FK Velež Mostar            | Bosnia y Herzegovina | 2022      |